# Zvonimir Kavurić
Zvonimir Kavurić (Zagreb, 28. prosinca 1901. — Zaprešić, 5. listopada 1944.) je bio hrvatski arhitekt. Brat Stjepana Kavurića, sindikalca i antifašista, namještenika Gradske električne centrale u Zagrebu i arhitekta Đuke i otac slikarice Nives Kavurić-Kurtović.

## Životopis
Rođen je 1901. godine u Zagrebu. Po zanimanju je bio arhitekt i likovni umjetnik. 
Studirao je arhitekturu u Zagrebu, radio u Pragu i Parizu, a od 1934. godine djelovao je u Zagrebu u gradskom građevinskom uredu. Postigao je velike uspjehe u većem broju natječajnih radova i izveo nekoliko značajnih ostvarenja, poput zgrade Banovine u Splitu ili kupole Meštrovićeva paviljona na današnjem Trgu žrtava fašizma u Zagrebu. Bio je i član lijevo orijentirane likovne grupe „Zemlja“.
U okupiranom Zagrebu radio je na stvaranju narodnooslobodilačkih odbora i bio tajnik NOO-a Zagreba. Uhitili su ga ustaše i zatim objesili s još devet antifašista, 5. listopada 1944. godine, u Zaprešiću pokraj Zagreba.

## Nasljeđe
Po njemu i njegovom bratu Stjepanu je do 1990-ih nosila ime ulica u Zagrebu, koja je zatim preimenovana u Ulica Andrije Hebranga. Do udruženja više poduzeća u građevinsko poduzeće „Monting” 1970-ih, samostalno je djelovalo poduzeće nazvano po njima, „Braća Kavurić”. Danas se u Sisku jedna ulica zove po braći Kavurić.